# ロッククライマーズ
『ロッククライマーズ』は、FLOWのメジャー23枚目、通算27枚目のシングル。2012年2月22日にKi/oon Recordsから発売された。

## 概要
- 前作から半年でのリリースとなる、2012年1枚目のシングル。7枚目のアルバム『BLACK & WHITE』と同日発売。なお、2作同時発売はこの時が初めてだった。
- 初回仕様には、上記アルバムとツアーチケットのトリプル購入者応募券が封入されている。
- 本作と『BLACK & WHITE』の同日発売の宣伝として、発売日前日の2月21日に、動画サイトニコニコ動画にて生放送番組『白黒つけたろか!』を行った[4]。
- アルバムと同日発売だったこともあり、リカットの『Garden 〜Summer Edit〜』（2005年）を除いて最低位を更新し、FLOWのシングルでは2013年現在最低売り上げ枚数となった（オリコン調べ）。
- キャッチコピーは、『FLOW10周年イヤーのトップバッターを飾るスマッシュチューン』

## 収録曲
- 全曲、編曲：FLOW

1. ロッククライマーズ [3:56]
作詞：Kohshi Asakawa、作曲：Takeshi Asakawa
  - TBS系バラエティ『脳内ワードQ ヒキダス!』エンディングテーマ
  - MBS『ロケみつ〜ロケ×ロケ×ロケ〜』2月度エンディングテーマ
2. Chant [3:33]
作詞：Keigo Hayashi 作曲:Takeshi Asakawa
アルバム『BLACK & WHITE』には収録していない。
3. ナツエク ###【ドリームエクスプレス 連結 NUTS BANG!!!】### [4:39]
「NUTS BANG!!!」（ナツ）と「ドリームエクスプレス」（エク）をマッシュアップした楽曲で、歌詞は「ドリームエクスプレス」がメインとなっている。
「Chant」同様アルバム未収録。
4. ロッククライマーズ -Instrumental- [3:54]